# Taybosc
Taybosc är en kommun i departementet Gers i regionen Occitanien i sydvästra Frankrike. Kommunen ligger i kantonen Fleurance som tillhör arrondissementet Condom. År 2022 hade Taybosc 66 invånare.

## Befolkningsutveckling
Antalet invånare i kommunen Taybosc
Referens:INSEE